# Lista de canções compostas por Espen Lind
A lista de canções compostas por Espen Lind inclui músicas escritas, compostas ou de co-autoria do cantor e multi-instrumentista norueguês.

## Músicas
Composições de destaque
- "Irreplaceable" - Beyoncé (#1 Billboard Hot 100)
- "With You" - Chris Brown (#2 Billboard Hot 100)
- "Scared of Heights" - Morten Harket (NOR #1)
- "The Last Goodbye" - Atomic Kitten (UK #2)
- "I Need a Girl" – Trey Songz (#6 Billboard Hot R&B/Hip-Hop Songs)
- "The Very First Night" - Taylor Swift (#18 Billboard Hot 100)

Com Train (banda)
- "Hey, Soul Sister" – (#3 Billboard Hot 100)[2]
- "Angel in Blue Jeans"  – (#8 Billboard Adult Pop Songs)
- "Drive By" – (#10 Billboard Hot 100)
- "Mermaid" – (#12 Billboard Adult Pop Songs)
- "50 Ways to Say Goodbye" – (#20 Billboard Hot 100)
- "Bruises" – (#79 Billboard Hot 100)
- "Brick By Brick"
- "Futon"
- "Half Moon Bay"
- "Just a Memory"
- "Sing Together"

Com David Cook
- "Come Back To Me" – (#6 Billboard Hot Adult Top 40 Tracks)
- "Life on the Moon"
- "Lie"

Com outros artistas
- "Go On Girl" - Ne-Yo (#1 Billboard 200 - álbum Because Of You)
- "One Word" - Elliott Yamin (#3 Billboard 200 - álbum Elliott Yamin)
- "I Don't Wanna Care" - Jessica Simpson (#5 Billboard 200 - álbum A Public Affair)
- "Now You Tell Me" - Jordin Sparks (#10 Billboard 200 - álbum Jordin Sparks)
- "Just For The Record" - Jordin Sparks (#10 Billboard 200 - álbum Jordin Sparks)
- "Cry" - Kym Marsh (UK #2)
- "Blood Sweat & Tears" - V (UK #6)
- "Enough" – Emeli Sandé
- "Can't Stop the Rain" – Jennifer Hudson
- "Pastime" – Lionel Richie
- "My Little Secret" – Cavo
- "Ghost" – Cavo
- "Angel" – Leona Lewis
- "The One That Got Away" - Johnta Austin
- "Underdog" - Jonas Brothers
- "It's Gotta Be Love" – Lee DeWyze
- "Stay Here" – Lee DeWyze
- "Baby, I'm No Good" - Mark Owen
- "Wild at Heart" - David Pedersen (NOR #1, 4x platina)
- "Standing Tall" - Kjartan Salvesen (NOR #1, 5x platina)
- "I Will Be With You" - Sarah Brightman & Paul Stanley